# Epipedobates rufulus
Epipedobates rufulus (tiếng Anh: Sira Poison Frog) là một loài ếch thuộc họ Dendrobatidae.
Đây là loài đặc hữu của Venezuela.
Môi trường sống tự nhiên của chúng là vùng núi ẩm nhiệt đới hoặc cận nhiệt đới.